# Jalil Elías
Jalil Juan José Elías (Rosario, 25 aprile 1996) è un calciatore argentino naturalizzato siriano, centrocampista del Johor Darul Ta'zim e della nazionale siriana.

## Caratteristiche tecniche
È un mediano.

## Carriera

### Club
Cresciuto nelle giovanili del Newell's Old Boys, ha esordito in prima squadra il 24 novembre 2015 in occasione del match perso 2-1 contro il Lanús.

### Nazionale
Nel 2023 ha partecipato alla Coppa d'Asia con la nazionale siriana.

## Statistiche

### Presenze e reti nei club
Statistiche aggiornate al 13 marzo 2018.
| Stagione        | Squadra           | Campionato      | Campionato | Campionato | Coppe nazionali | Coppe nazionali | Coppe nazionali | Coppe continentali | Coppe continentali | Coppe continentali | Altre coppe | Altre coppe | Altre coppe | Totale | Totale | Totale |
| Stagione        | Squadra           | Comp            | Pres       | Reti       | Comp            | Pres            | Reti            | Comp               | Pres               | Reti               | Comp        | Pres        | Reti        | Pres   | Reti   |        |
| --------------- | ----------------- | --------------- | ---------- | ---------- | --------------- | --------------- | --------------- | ------------------ | ------------------ | ------------------ | ----------- | ----------- | ----------- | ------ | ------ | ------ |
| 2015            | Newell's Old Boys | PD              | 1          | 0          | CA              | 0               | 0               |                    | -                  | -                  |             | -           | -           | 1      | 0      |        |
| 2016            | Newell's Old Boys | PD              | 9          | 0          | CA              | 0               | 0               |                    | -                  | -                  |             | -           | -           | 9      | 0      |        |
| 2016-2017       | Newell's Old Boys | PD              | 14         | 0          | CA              | 2               | 1               |                    | -                  | -                  |             | -           | -           | 16     | 1      |        |
| 2017-2018       | Newell's Old Boys | PD              | 4          | 0          | CA              | 0               | 0               |                    | -                  | -                  |             | -           | -           | 4      | 0      |        |
| Totale Newell's | Totale Newell's   | Totale Newell's | 28         | 0          |                 | 3               | 0               |                    | -                  | -                  |             | -           | -           | 31     | 0      |        |
| 2017-2018       | Godoy Cruz        | PD              | 7          | 0          | CA              | 0               | 0               |                    | -                  | -                  |             | -           | -           | 7      | 0      |        |
| Totale carriera | Totale carriera   | Totale carriera | 35         | 0          |                 | 3               | 0               |                    | -                  | -                  |             | -           | -           | 38     | 0      |        |

## Palmarès
- Campionato argentino: 1

Vélez Sarsfield: 2024